# Maria Sanudo
Maria Sanudo est une aristocrate d'origine vénitienne, impliquée dans divers conflits de succession à propos des îles de la mer Égée, à la fin du XIVe siècle et au début du XVe siècle.

## Biographie
Elle est la fille de la duchesse de Naxos Fiorenza Sanudo et de son mari et cousin Niccolo Sanudo dit Spezzabanda. Elle naît entre 1364 et 1370.
À la mort de sa mère en 1371, c'est son demi-frère Niccolo dalle Carceri qui devient duc, sous la régence de son beau-père Spezzabanda. Maria reçoit alors en fief Andros en décembre 1371, puis Antiparos et le fief de Lithada (en) (en Eubée) en mars 72,.
Comme cela avait été le cas pour sa mère, le mariage de Maria est étroitement surveillé par Venise qui ne souhaite pas que son riche héritage tombe entre les mains d'ennemis de la République : en 1373, une proposition de mariage avec un fils du Catalan Boniface Fadrique est refusée par Niccolo Sanudo ; à la fin de la même année ou au début de la suivante, le baile de Négrepont Bartolomeo Querini cherche vainement à faire épouser l'héritière d'Andros à son fils Zanino, usant de procédés qui lui valent un procès à Venise. En 1376, un nouveau projet de mariage avec Giorgio III Ghisi reçoit l'aval de la Sérénissime et une dispense papale (Maria et Giorgio étant cousins au 3e degré) mais il ne fut pas célébré.
Niccolo dalle Carceri est assassiné en 1383, probablement par Francesco Crispo, qui s'empare du duché et se fait reconnaître par Venise ; Crispo dépossède Maria de l'ile d'Andros en 1384 et la donne en dot à sa fille Pétronille à l'occasion de son mariage avec Pietro Zeno en 1385, ce qui donne lieu à un procès.
Maria revendique par ailleurs les possessions de son demi-frère en Eubée (non revendiquées par Crispo), dans un procès qui l'oppose cette fois à sa belle-sœur Pétronille Tocco (la veuve de Niccolo dalle Carceri, remariée à Niccolo Venier, fils du doge Antonio Venier), au seigneur de Tinos Bartolomeo III Ghisi (déjà détenteur d'un tiers de l'Eubée) et à Januli d'Anoe ; elle reçoit l'usufruit d'un des tiers en 1385, Venise conservant cependant les forteresses et le pouvoir judiciaire. En 1389, Maria reçoit finalement de Francesco Crispo l'île de Paros en fief, à condition d'épouser le Véronais Gaspard Sommaripa.
À la mort de sa belle-sœur Pétronille en 1410, Maria revendique le fief de Lipso (Eubée) que cette dernière avait obtenu comme douaire, et reçoit en 1414 ou début 1415, sans succès, l'appui du duc Giacomo Ier Crispo qui avait épousé sa fille Fiorenza.
À la mort de Giacomo en 1418, c'est son frère Giovanni qui hérite du duché, au détriment de ses nièces. Le nouveau duc saisit Paros et refuse de céder son douaire à Fiorenza, qui réclame en sus l'île de Santorin que lui aurait donnée son mari. Un nouveau procès oppose donc à Venise le duc et les deux femmes,.
En 1423, Venise reconnaît ses droits sur Andros ; mais comme l'île appartient alors toujours à Pietro Zeno, elle récupère Paros et Antiparos en dédommagement.
Maria meurt en 1426.

## Mariage et descendance
De son mari Gaspare Sommaripa (mort en 1402) elle eut au moins :
- Crusino Ier, qui hérite de ses titres et revendications et récupère finalement Andros en 1440
- Fiorenza, mariée à Giacomo Ier Crispo